# 973

سنة 973 كانت سنة بسيطة تبدأ يوم الأربعاء حسب التقويم اليولياني.

## أحداث
- الفاطميون ينقلون عاصمتهم إلى القاهرة.
- ينتهي بناء جامع الازهر في عهد المعز لدين الله

## مواليد
- أبو الريحان البيروني
- أبو العلاء المعري
- موراساكي شيكيبو

## وفيات
- أوتو الأول العظيم